# Mouad Sena
Mouad Sena (en arabe : مؤاد سنا), né le 22 janvier 1999 à Kénitra (Maroc), est un joueur de futsal international marocain.

## Biographie

### Carrière en club
Mouad Sena naît et grandit à Kénitra au Maroc. Il intègre dès son plus jeune âge les catégories jeunes de l'Ajax Kénitra, club historique de la ville.
En 2018, il s'engage à l'Oussoud Khabazet (AOKHK), un autre club de la ville, où il fait ses débuts en D2 marocaine. Il devient rapidement un joueur cadre et parvient à assurer la promotion en D1. Il dispute ainsi trois saisons en D1.
En 2022, il s'engage au CL Ksar El Kébir, disputant deux saisons dans la ville côtière. Avec le club, il est vice-champion du Maroc à deux reprises, lors de la saison 2022-2023 et la saison 2023-2024.
Le 11 septembre 2024, il s'engage à la RS Berkane.

#### Carrière internationale
En catégorie du Maroc -23 ans sous la houlette d'Adil Sayeh, il est l'un des joueurs les plus capés, sélectionné depuis la création de cette catégorie en 2021. Il remporte en 2024 le tournoi international du Viêt Nam, inscrivant un but contre l'Iran,,.
Il reçoit sa première convocation de Hicham Dguig en 2021, à l'occasion d'un match amical contre la Serbie, entrant dans le cadre des préparations à la Coupe du monde 2021 en Lettonie. Cependant, il ne fait aucune entrée en jeu (victoire, 4-8).
Deux ans plus tard, dans le cadre des préparations à la CAN 2024 au Maroc, il est appelé par Hicham Dguig pour prendre part aux préparations, honorant ainsi sa première sélection à l'occasion d'un match amical contre l'Irak (victoire, 5-1).
Convoqué en décembre 2024 par le sélectionneur Hicham Dguig pour une double confrontation contre la Lettonie dans le cadre de matchs amicaux, il honore sa deuxième sélection le 13 décembre 2024 à Salé en entrant en jeu (victoire, 6-3),,.

## Statistiques

### En sélection
Le tableau suivant liste les rencontres de l'équipe du Maroc auxquelles Mouad Sena a pris part depuis le 16 mars 2024 :

## Palmarès

### En club
CL Ksar El Kébir
- Futsal D1
  - Vice-champion : 2023[1] et 2024

### En sélection
Maroc -23 ans (1)
- Vainqueur du Tournoi international du Vietnam 2024[3]